# Hubert Netzer

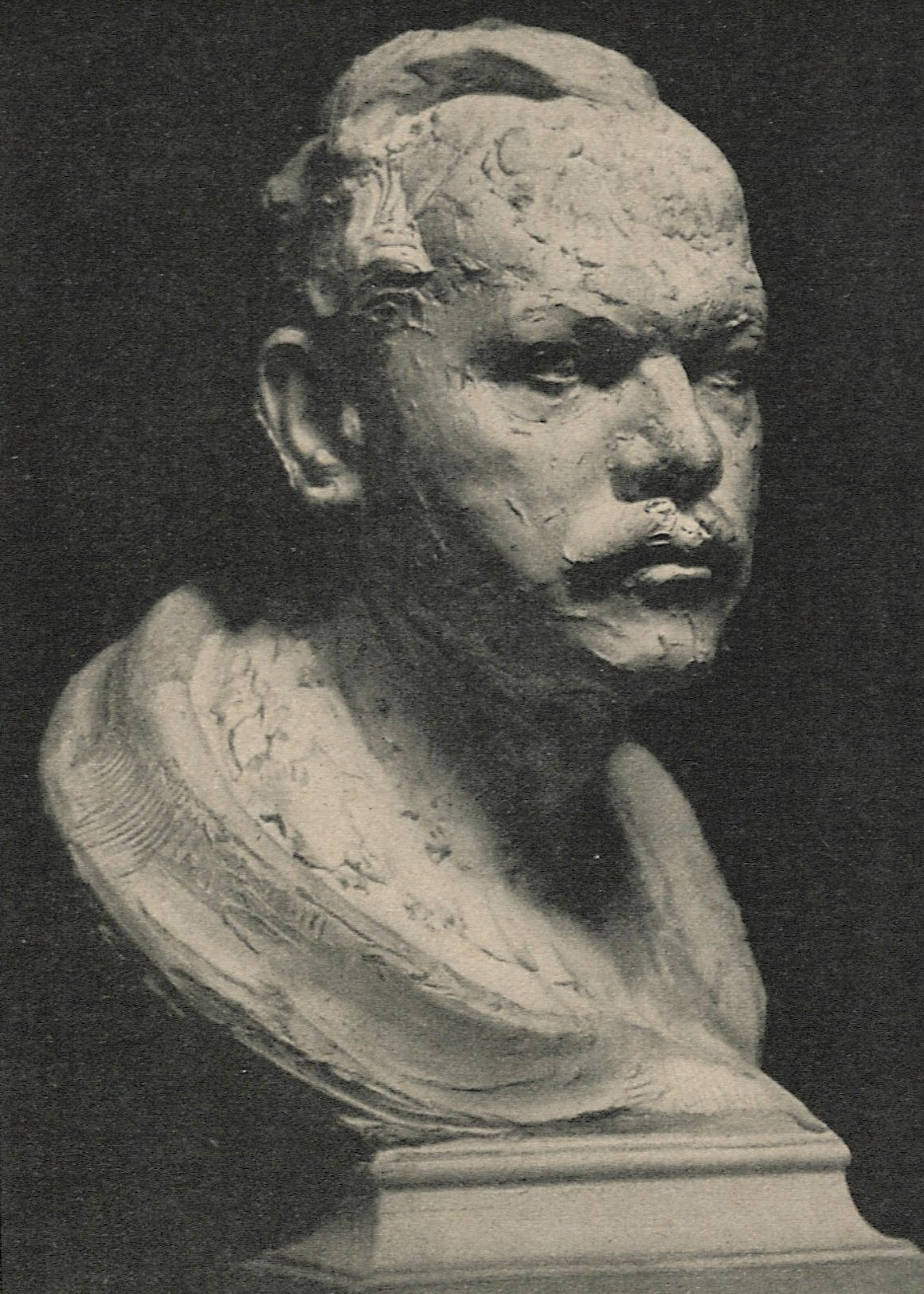
Charles Jaeckle – Büste des Bildhauers Hubert Netzer

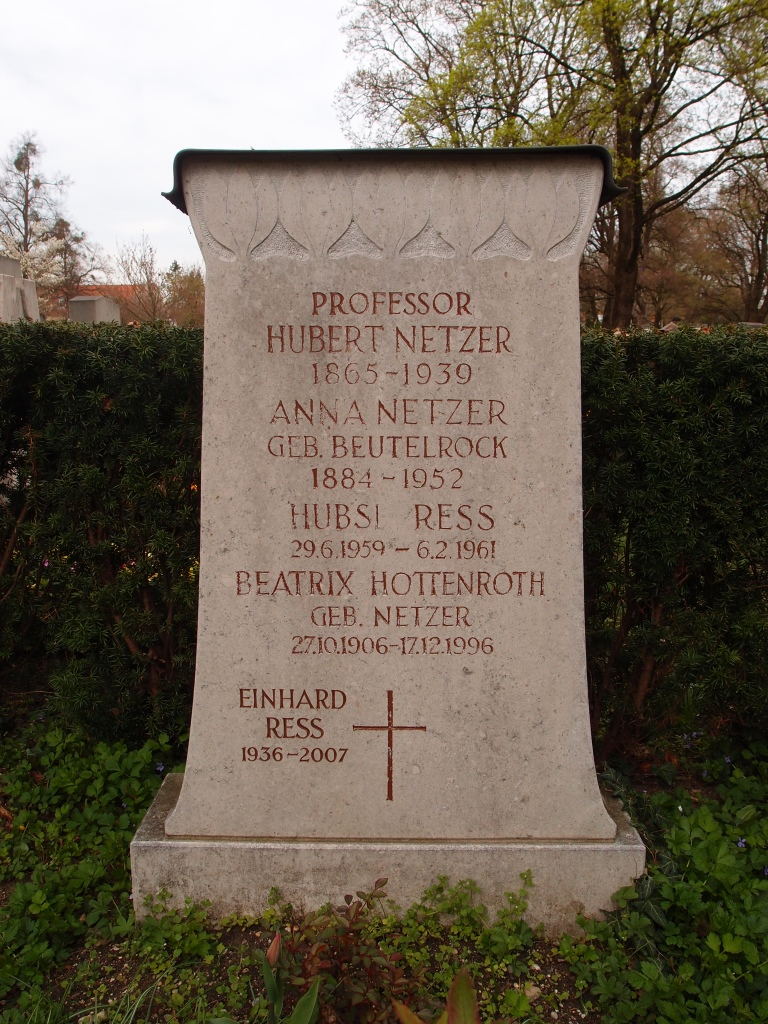
Grab von Hubert Netzer (Friedhof Pasing in München).

Hubert Netzer (* 5. Oktober 1865 in Isny im Allgäu; † 15. Oktober 1939 in München) war ein deutscher Bildhauer, Medailleur und Hochschullehrer.

## Leben und Wirken
Netzer war der Stiefsohn eines Allgäuer Vergolders. 1879 begann er in dessen Vergolder-, Dekorations- und Malergeschäft eine Lehre. 1885 wurde er Holzschnitzergeselle bei dem Bildhauer Josef Beyrer in München, anschließend Gehilfe des Bildhauers Johannes Hoffart. Auf dessen Drängen besuchte er ab 1890 die Kunstakademie München. Er war dort Schüler von Adolf von Hildebrand und Wilhelm von Rümann. 1893 erhielt er den 1. Preis im Wettbewerb um das König-Karl-Olga-Denkmal in Stuttgart, dessen Ausführung er aber nicht übernehmen durfte, weil er noch Schüler der Akademie war.
Netzer lehrte ab 1911 an der Kunstgewerbeschule Düsseldorf, welche 1919 in die Kunstakademie Düsseldorf aufging. Er hatte sich zu dieser Zeit bereits durch die Gestaltung einer Reihe von Brunnen in München einen Namen gemacht, unter anderem durch den Tritonbrunnen 1893, den Narzissbrunnen 1897, den Nornenbrunnen 1907 und den Jonasbrunnen 1910. In der „Klasse für Bildhauerei“ an der Kunstgewerbeschule unter dem Direktorat von Wilhelm Kreis lehrte Netzer den Einsatz von Bildhauerei und Malerei in der Architektur.
Bis in die Zeit des Ersten Weltkriegs blieb Netzer dem spätromantischen Neoklassizismus der Münchner Bildhauerschule um Adolf von Hildebrand verhaftet. In den Düsseldorfer Jahren wurden seine Figuren naturalistischer und sachlicher, um in den 1930er Jahren wieder an Pathos zu gewinnen.
Hubert Netzer war Mitglied im Düsseldorfer Künstlerverein Malkasten und im Deutschen Künstlerbund. Zu seinen Schülern zählten Arno Breker, Hans Meyers, Ernst Gottschalk, Curt Beckmann, Ferdinand Heseding und Willi Hoselmann.
Hubert Netzer war der Vater des Malers, Grafikers und Kunstschriftstellers Remigius Netzer.

## Werk
- 1893: Tritonbrunnen an der Herzog-Wilhelm-Straße, München[4]
- 1896: Prometheus-Figurengruppe am Giebel des Mittelbaus der Universität Würzburg[5]
- 1896: Narziss-Brunnen im südwestlichen Gartenteil des Bayerischen Nationalmuseums in München, weitere Ausführung vor dem Schloss Cecilienhof in Potsdam.
- 1907: Nornenbrunnen in München
- 1910: Margarete von Sizilien-Aragon und 3 weitere Herrscherfiguren in der Stiftskirche in Neustadt an der Weinstraße
- 1911: Jonasbrunnen auf dem Josephsplatz in München (Skulptur kriegszerstört und 1961 modern ersetzt)
- 1913: erste Fassung des Blitzeschleuderers als Wettbewerbsentwurf für ein Welttelegrafen-Denkmal in Bern (prämiert mit dem 2. Preis)
- 1913/1914: sechs Sitzbilder der Tugenden auf dem Portikus des ehemaligen Land und Amtsgerichtsgebäudes in der Mühlenstraße in Düsseldorf-Altstadt[6]
- 1915/1921: Siegfried-Denkmal auf dem Ehrenfriedhof in Duisburg-Kaiserberg (1915 entworfen, 1919 gegossen, 1921 aufgestellt)[7]
- 1918/1925: Überarbeitung des Blitzeschleuderers (Entwurf 1918 in Berlin ausgestellt, 1924/1925 von der Gießerei Gustav Schmäke (Düsseldorf) in Bronze gegossen, 1926–1974 in der Südkurve des Düsseldorfer Rheinstadions, seit 2004 im Kreisverkehr an der Heinz-Ingenstau-Straße in Düsseldorf)
- 1921: Spartakus-Denkmal, Gedenkstein mit Sphinx-Relief auf dem Nordfriedhof Düsseldorf
- 1921: Sinnende Klio (auch trauernde Muse) mit Medaillon (Büstenrelief) des Berghauptmanns Hermann Brassert in Bonn am Alten Zoll
- 1928: Kriegerdenkmal in der Gedächtnishalle des Ehrenfriedhofs an der Schillerstraße in Duisburg-Homberg[8]

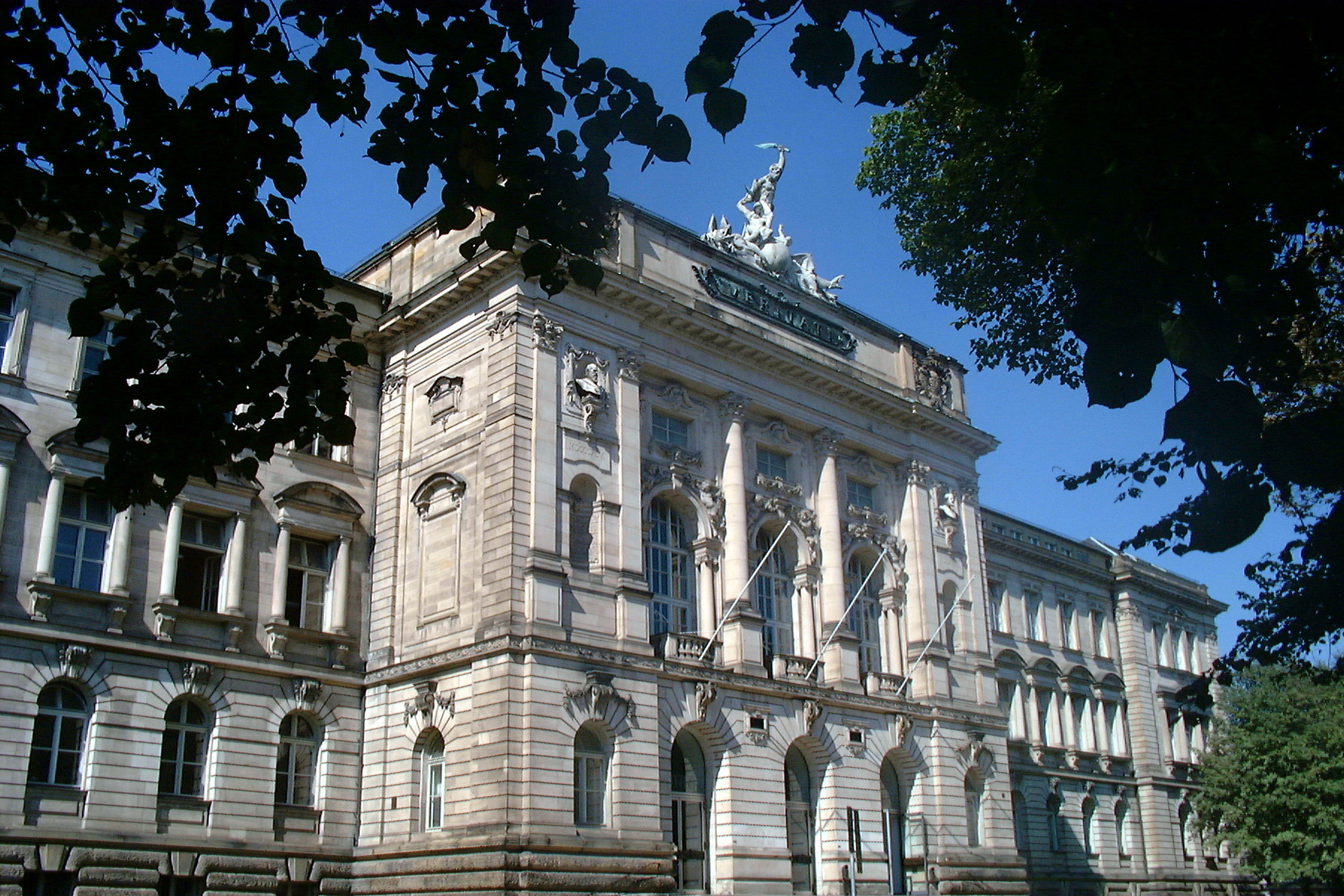
Mittelbau der Universität Würzburg mit der Prometheus-Gruppe
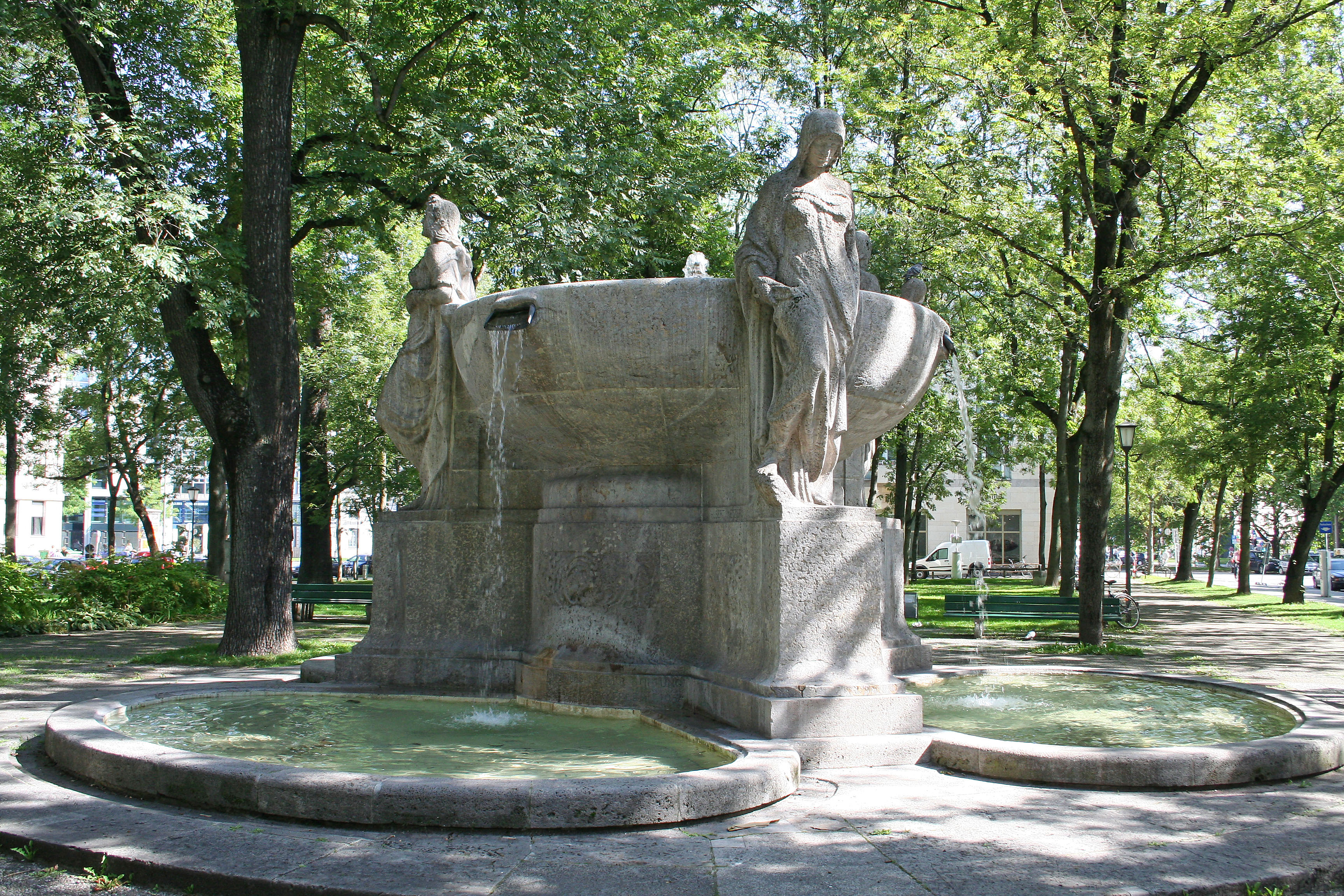
Nornenbrunnen in München
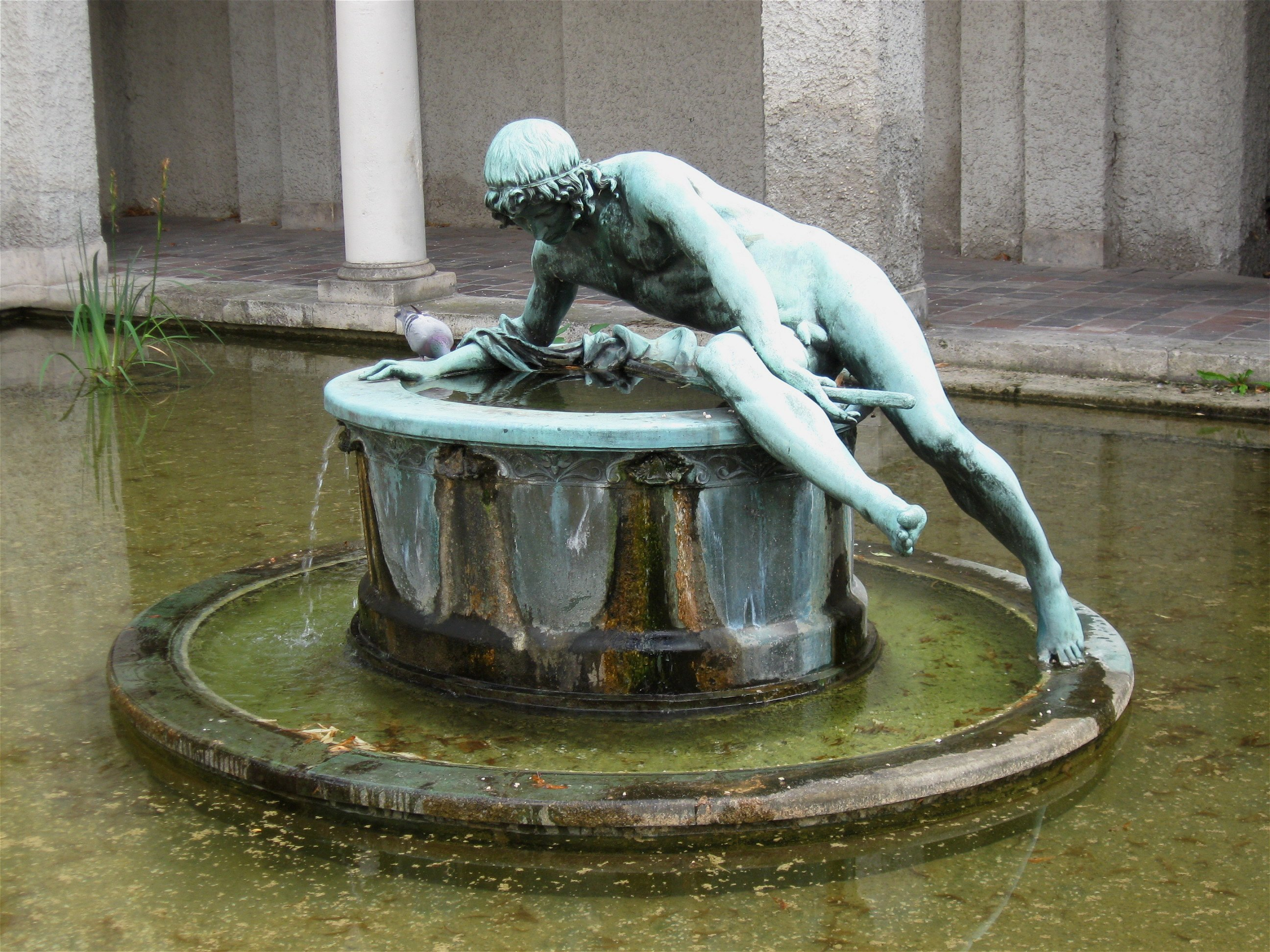
Narzissbrunnen in München
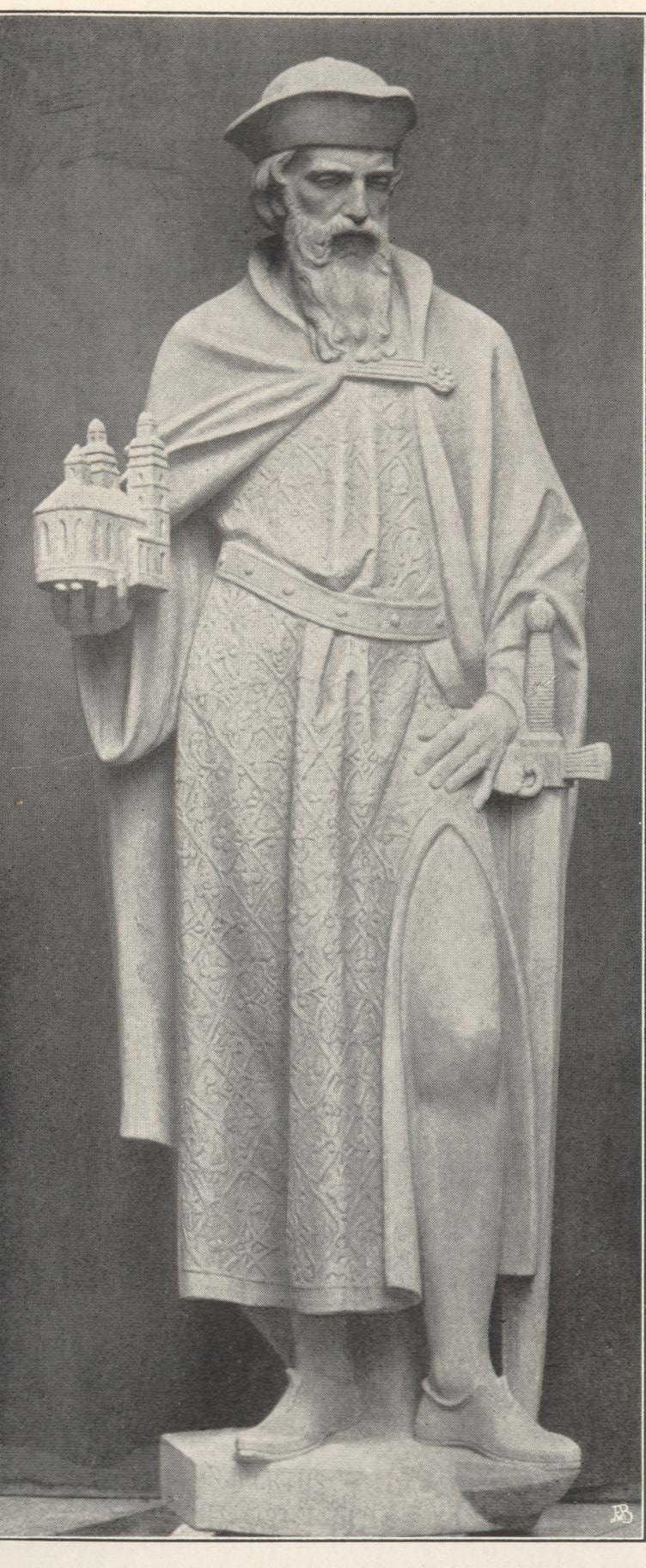
Ruprecht I. (Pfalz) (1910) in der Neustadter Stiftskirche
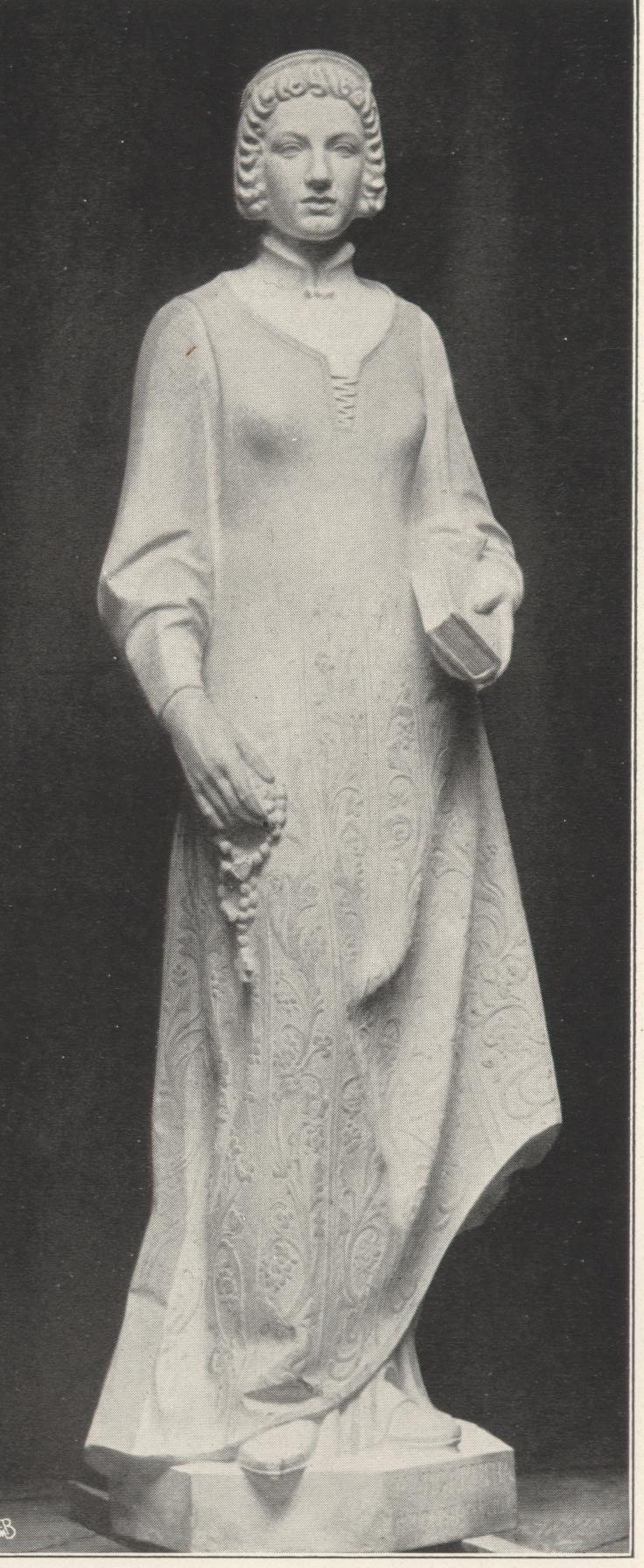
Margarete von Sizilien-Aragon (1910) in der Neustadter Stiftskirche
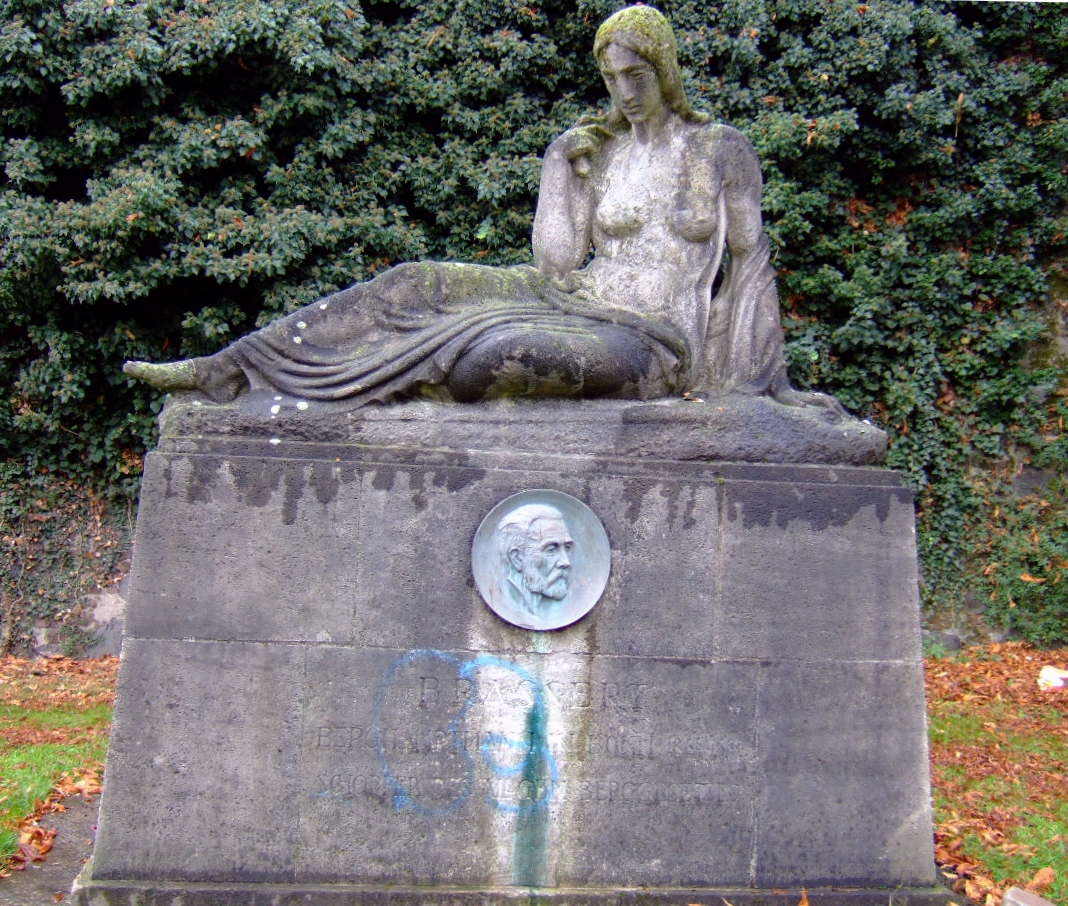
Trauernde Muse (sinnende Klio) und Porträtmedaillon in Bonn
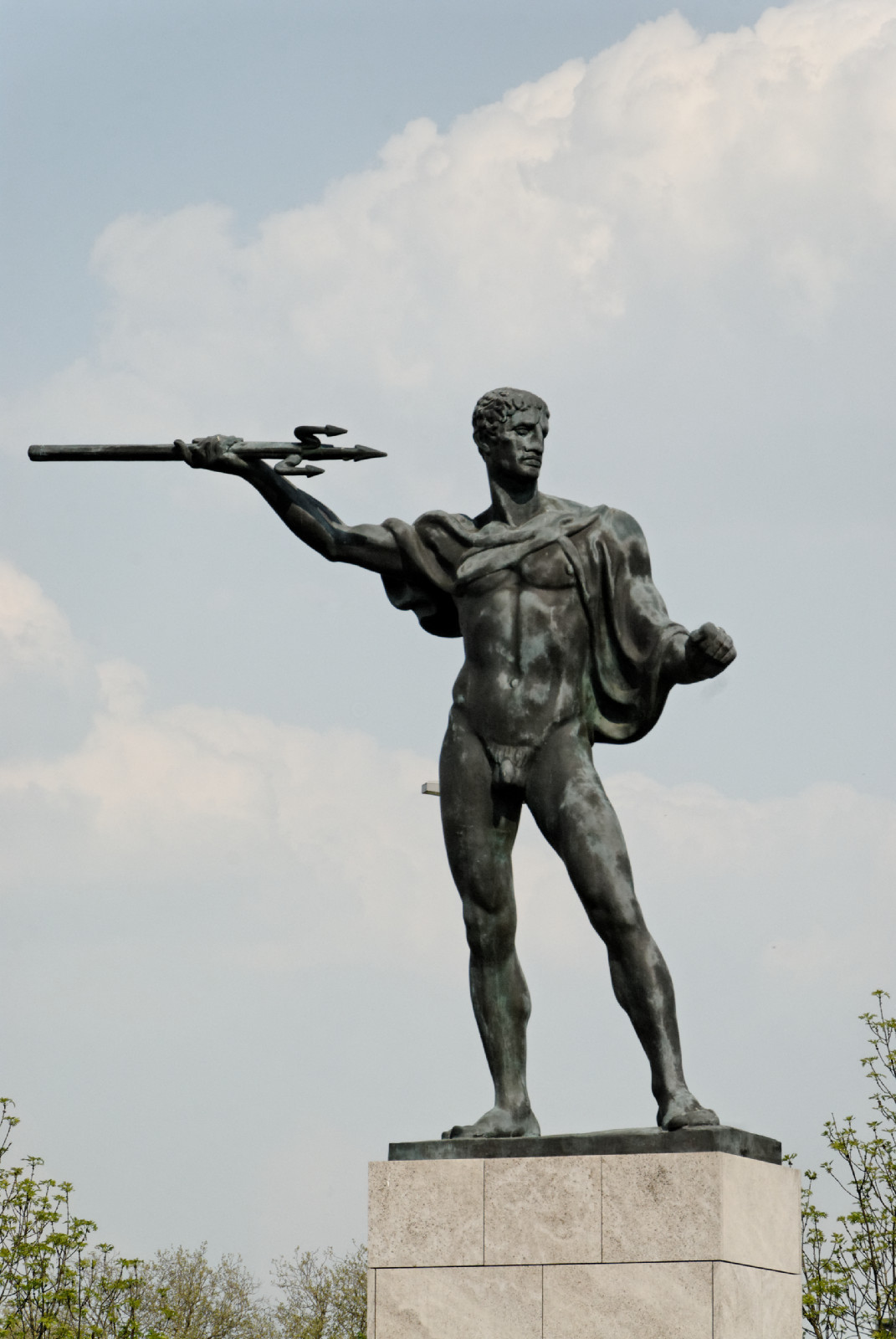
Blitzeschleuderer in Düsseldorf
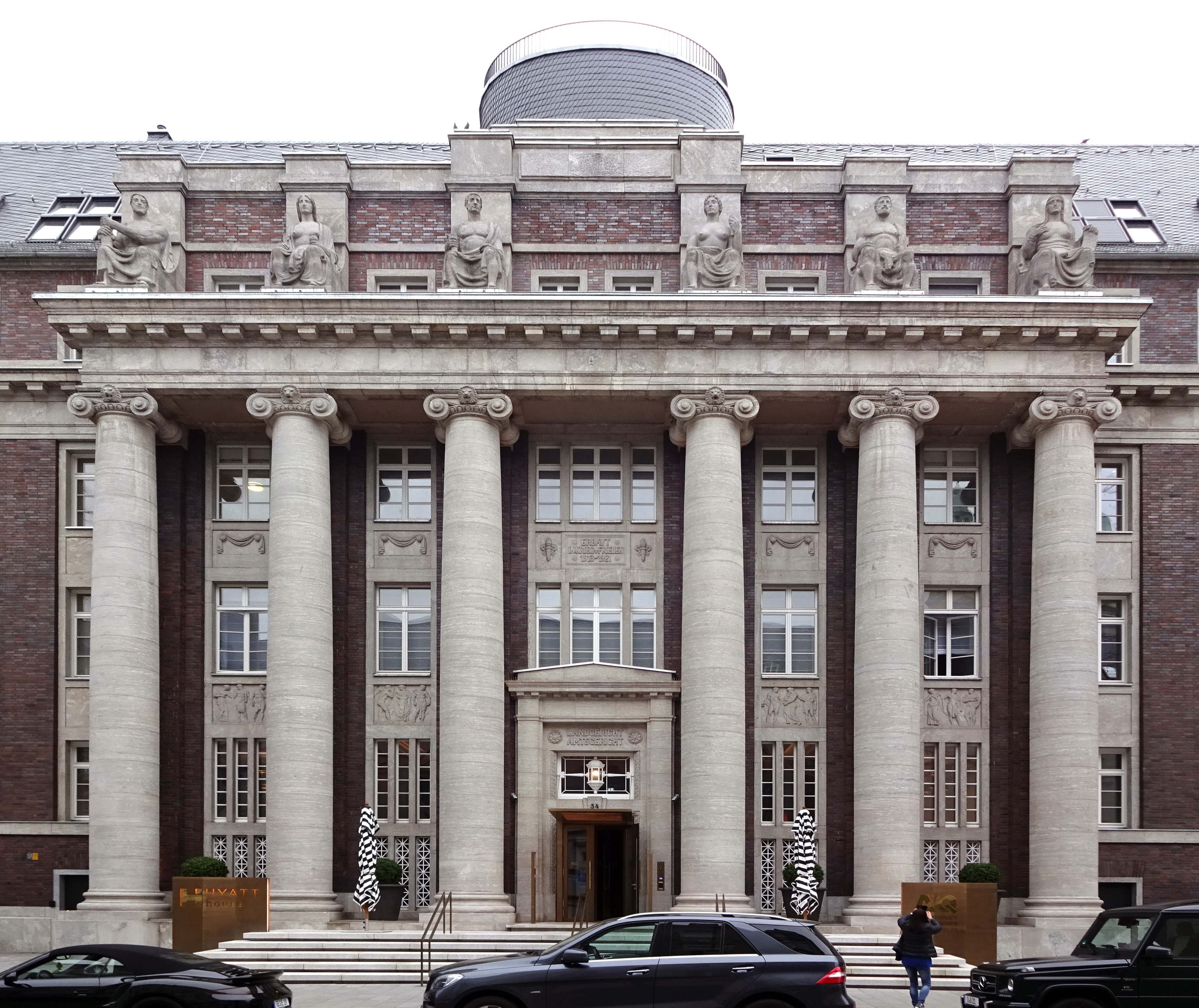
Portikus des Ehemaligen Amtsgerichts, Düsseldorf

## Ehrungen
In seiner Geburtsstadt Isny gibt es einen Hubert-Netzer-Weg.